# Pellasimnia
Pellasimnia là một chi ốc biển săn mồi, là động vật thân mềm chân bụng sống ở biển trong họ Ovulidae.

## Các loài
Theo Cơ sở dữ liệu sinh vật biển (WoRMS) các loài có tên được chấp nhận trong chi Pellasimnia gồm có:
- Pellasimnia angasi (Reeve, 1865) - loài điển hình của chi
- Pellasimnia annabelae Lorenz & Fehse, 2009
- Pellasimnia brunneiterma (Cate, 1969)[3]
- Pellasimnia cleaveri Lorenz & Fehse, 2009
- Pellasimnia hochmuthi Lorenz & Fehse, 2009
- Pellasimnia improcera (Azuma & Cate, 1971)
- Pellasimnia maccoyi (Tenison-Woods, 1878)